# Cantó de Bèusoleu
El cantó de Bèusoleu és un cantó francès del departament dels Alps Marítims, situat al districte de Niça. Compta amb el municipi de Bèusoleu.

## Municipis
- Bèusoleu

## Història
| Data d'elecció                           | Identitat          | Partit                     | Qualitat |
| ---------------------------------------- | ------------------ | -------------------------- | -------- |
| 1958-1970                                | Paul Massa         | Divers gauche              |          |
| 1983-1986                                | André Vanco        | PCF                        |          |
| 1983-1986                                | Jean-Paul Bernardi | Divers droite              |          |
| 1983-1986                                | André Vanco        | PCF                        |          |
| 1986-1988                                | Roger Bennati      | PCF                        |          |
| 19886-1994                               | Gérard Spinelli    | Divers droite              |          |
| 1994-2008                                | Robert Vial        | Divers gauche, després UMP |          |
| 2008-                                    | Gérard Spinelli    | Divers droite              |          |
| les dades anteriors no són pas conegudes |                    |                            |          |
|                                          |                    |                            |          |

| 1962 | 1968 | 1975 | 1982 | 1990 | 1999   | 2007   |
| ---- | ---- | ---- | ---- | ---- | ------ | ------ |
| -5   | -    | -    | -    | -    | 12.775 | 13.879 |